# Ylli Bufi
 (février 2024).
Si vous disposez d'ouvrages ou d'articles de référence ou si vous connaissez des sites web de qualité traitant du thème abordé ici, merci de compléter l'article en donnant les références utiles à sa vérifiabilité et en les liant à la section « Notes et références ».
Ylli Sokrat Bufi, né le 25 mai 1948 à Tirana, est un homme d'État albanais membre du Parti socialiste d'Albanie (PSSh).

## Biographie
Il appartient initialement au Parti du travail d'Albanie (PPSh), parti unique du régime socialiste.
Il est nommé ministre de l'Industrie alimentaire le 9 juillet 1990 dans le troisième gouvernement d'Adil Çarçani. Il est reconduit le 22 février 1991 par Fatos Nano, comme ministre de l'Alimentation et de l'Industrie légère, puis il devient ministre de l'Alimentation le 12 mai suivant.
Le 5 juin 1991, Ylli Bufi prend les fonctions de Premier ministre d'Albanie en remplacement de Nano. Il met en place un gouvernement de grande coalition, qui associe le nouveau Parti socialiste d'Albanie (PSSh, qui succède au PPSh) et le Parti démocrate d'Albanie (PDSh) de Sali Berisha.
Les ministres issus du PDSh remettent leur démission dès le 4 décembre suivant pour protester contre la pénurie de nourriture et d'énergie qui frappe la population. Bufi les imite deux jours après et se trouve remplacé par son ministre de l'Alimentation Vilson Ahmeti, qui constitue le 18 décembre un gouvernement de technocrates.